# Peter Temple
Peter Temple, född 10 mars 1946 i Sydafrika, död 8 mars 2018 i Ballarat i Victoria, var en australisk författare av kriminallitteratur. 
Temple arbetade som journalist innan han 1990 påbörjade sin författarkarriär. Hans Jack Irish-romaner (Bad Debts, Black Tide, Dead Point, och White Dog) utspelar sig i Melbourne, Australien.

### Romaner
- Bad Debts (1996)
- An Iron Rose (1998)
- Shooting Star (1999)
- Black Tide (1999)
- Dead Point (2000)
- In the Evil Day (2002)
- White Dog (2003)
- The Broken Shore (2005, översatt till svenska 2008 som Mörk kust)
- Truth (2008, översatt till svenska 2011 som Sanning)

## Priser och utmärkelser
- The Duncan Lawrie Dagger 2007 för The Broken Shore